# 岡山県道81号東岡山御津線

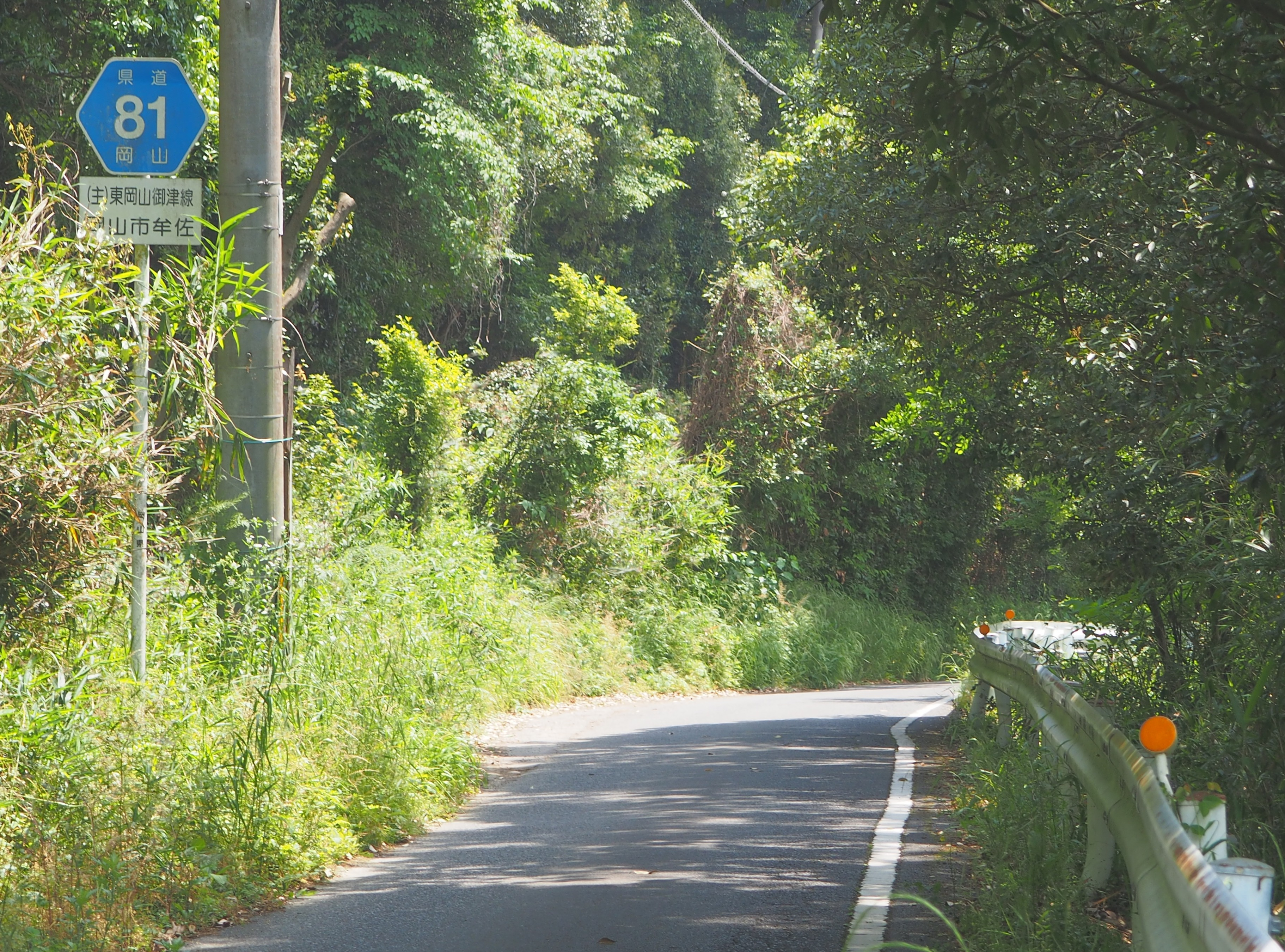
岡山県道81号東岡山御津線

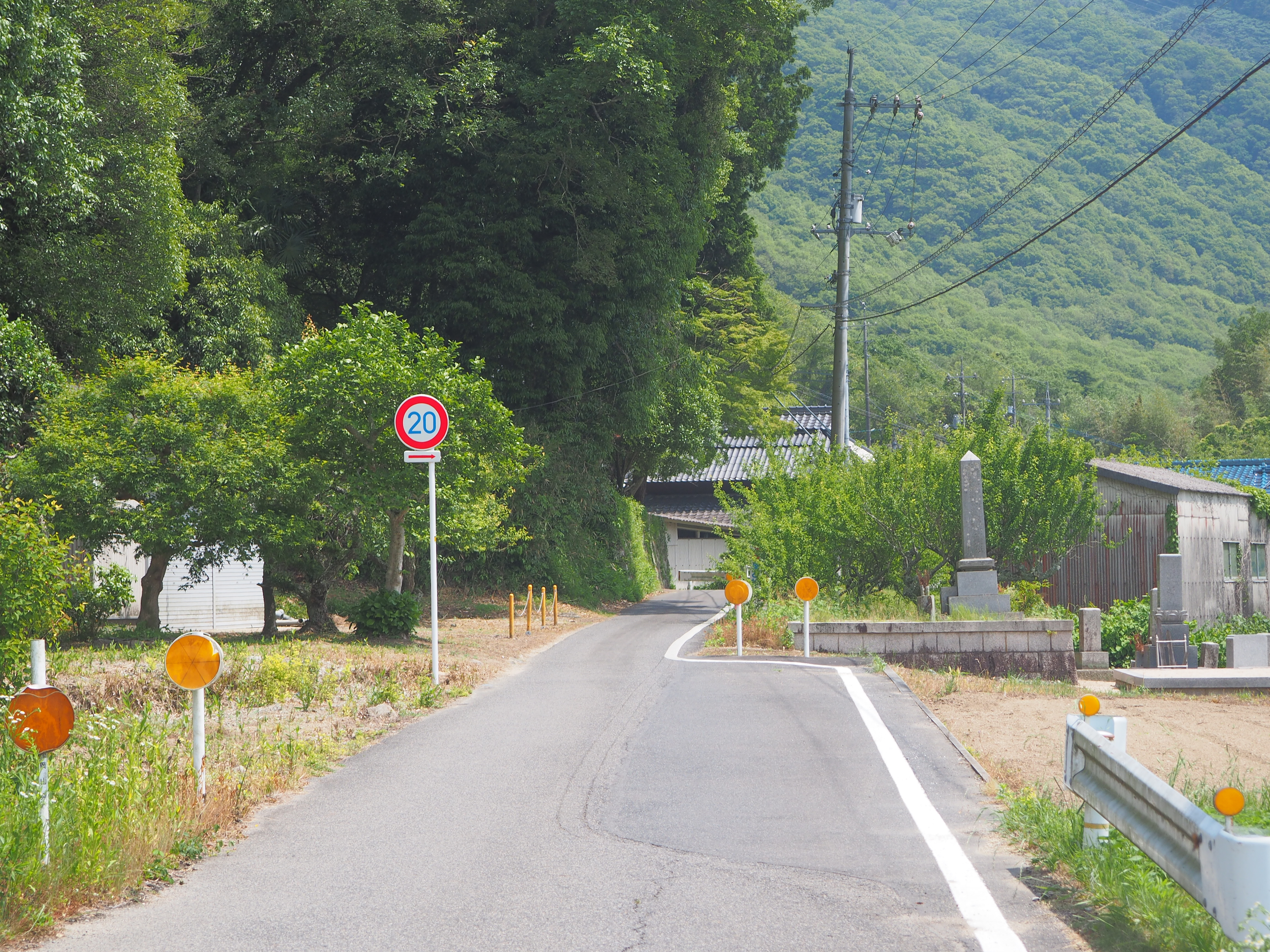
岡山市北区牟佐の狭隘区間

岡山県道81号東岡山御津線（おかやまけんどう81ごう ひがしおかやまみつせん）は、岡山県岡山市中区下と北区御津野々口を結ぶ主要地方道（岡山県道）である。

## 概要
旭川沿いを走行する岡山市北区牟佐字大久保地内では幅員が1.7mしかない。一般には対岸の岡山県道218号玉柏野々口線が利用される。
岡山市中区下・長岡交差点 - 岡山市中区土田・JR山陽本線・赤穂線東岡山駅前の区間も幅員が狭いため、一般には西側の岡山市道101000121号土田下線が利用される。

### 路線データ
- 起点：岡山県岡山市中区下（長岡交差点、国道250号・岡山県道383号九蟠東岡山停車場線交点）
- 終点：岡山県岡山市北区御津野々口（かつらぎ橋交差点、国道53号・岡山県道218号玉柏野々口線交点）
- 総延長：約17.6 km
- 実延長：約16.7 km

## 歴史
- 1993年（平成5年）5月11日 - 建設省から、県道九蟠東岡山停車場線の一部・県道野々口長岡線が東岡山御津線として主要地方道に指定される[1]。
- 1994年4月1日認定。

## 路線状況

### 重複区間
- 岡山県道383号九蟠東岡山停車場線（岡山市中区下・長岡交差点 - 岡山市中区土田・JR山陽本線・赤穂線東岡山駅前）
- 岡山県道384号今在家東岡山停車場線（岡山市中区土田・JR山陽本線・赤穂線東岡山駅前 - 岡山市中区長岡）
- 岡山県道96号岡山赤穂線（岡山市中区土田）
- 岡山県道27号岡山吉井線（岡山市北区牟佐）

## 地理

### 通過する自治体
- 岡山市（中区、東区、北区）

### 交差する道路
| 交差する道路 | 市町村名 | 市町村名 | 交差する場所 | 交差する場所            |
| --- | -------- | -------- | ------------ | ----------------------- |
| 国道250号 岡山県道383号九蟠東岡山停車場線 重複区間起点                                                                    | 岡山市   | 中区     | 下           | 長岡交差点 / 起点       |
| 岡山県道383号九蟠東岡山停車場線 重複区間終点 岡山県道384号今在家東岡山停車場線 重複区間起点 岡山市道101000121号土田下線   | 岡山市   | 中区     | 土田         | 東岡山駅前              |
| 岡山県道384号今在家東岡山停車場線 重複区間終点                                                                            | 岡山市   | 中区     | 長岡         |                         |
| 岡山県道・兵庫県道96号岡山赤穂線 / バイパス 重複区間起点 岡山県道・兵庫県道96号岡山赤穂線 / バイパス / 岡山環状道路未供用 | 岡山市   | 中区     | 土田         |                         |
| 岡山県道・兵庫県道96号岡山赤穂線 重複区間起点 岡山県道・兵庫県道96号岡山赤穂線 / バイパス 重複区間終点                    | 岡山市   | 中区     | 土田         |                         |
| 岡山県道・兵庫県道96号岡山赤穂線 重複区間終点                                                                             | 岡山市   | 中区     | 土田         | 土田北交差点            |
| 岡山県道27号岡山吉井線 重複区間起点                                                                                       | 岡山市   | 北区     | 牟佐         |                         |
| 岡山県道27号岡山吉井線 重複区間終点                                                                                       | 岡山市   | 北区     | 牟佐         |                         |
| 岡山県道461号矢原国ヶ原線                                                                                                 | 岡山市   | 北区     | 御津国ヶ原   |                         |
| 国道53号 岡山県道218号玉柏野々口線                                                                                        | 岡山市   | 北区     | 御津野々口   | かつらぎ橋交差点 / 終点 |

### 沿線にある施設など
- 旭川
- 岡山県警察学校
- 岡山刑務所